# Мечкуевци
Мечкуевци (на македонска литературна норма: Мечкуевци) e село в североизточната част на Северна Македония, част от община Свети Никола.

## География
Селото е разположено северно от град Свети Никола в южните склонове на планината Манговица.

## История
В XIX век Мечкуевци е село в Щипска каза на Османската империя. Църквата „Свети Николай“ е от 1846 година, като иконите в нея са дело на кратовска тайфа. През 1900 година според статистиката на Васил Кънчов („Македония. Етнография и статистика“) селото брои 360 жители, от които всички българи християни.
Всички християнски жители на селото са под върховенството на Българската екзархия. Според статистиката на секретаря на Българската екзархия Димитър Мишев („La Macédoine et sa Population Chrétienne“) в 1905 година християнското население на Мечкуевци (Metchkouevtzi) се състои от 520 българи екзархисти и в селото работи българско училище.
При избухването на Балканската война в 1912 година 8 души от Мечкуевци са доброволци в Македоно-одринското опълчение.
След Междусъюзническата война в 1913 година селото попада в Сърбия.
В 1925 година е изградена църквата „Света Петка“, на 10 метра разстояние от основите на църква от 1570 година, разрушена през османско време.
На етническата си карта от 1927 година Леонард Шулце Йена показва Мечкуевци (Mečkujevci) като българско християнско село.
В 1994 година селото има 18, а в 2002 година – 15 жители.

## Личности
Родени в Мечкуевци
- Ване Донев, български революционер, четник на Ефрем Миладинов в 1914 година[7]
- Васил Мечкуевски (1887 - 1975), български революционер, деец на ВМРО
- Гаврил Ст. Мечкуевски (1876 – ?), български просветен деец, в 1898 година завършил педагогия и философия в Софийския университет[8]
- Добре Милев, български революционер, четник на Ефрем Миладинов в 1914 - 1915 година[7]
- Миле Митев, български революционер, деец на ВМОРО, действал в 1915 година в източната част на Вардарска Македония с чета, вероятно под командването на Иван Бърльо[9]
- Наум Мечкуевски, български църковен деец[10]
- Пано Ефтимов, български революционер, деец на ВМОРО, действал в 1915 година в източната част на Вардарска Македония с чета, вероятно под командването на Иван Бърльо, минал по-късно на федералистки позиции и убит[9]